# Damian-Markus Preisner
Damian-Markus Preisner (* 31. März 1969 in Ratibor) ist ein deutscher Jurist. Er ist seit dem 1. Oktober 2019 Richter am Bundesverwaltungsgericht.

## Leben und Wirken
Preisner trat nach Abschluss seiner juristischen Ausbildung 1998 in den Justizdienst des Landes Nordrhein-Westfalen ein und war zunächst dem Verwaltungsgericht Gelsenkirchen zugewiesen. 2002 bis 2007 war er an das Bundesministerium der Justiz, von 2009 bis 2012 als wissenschaftlicher Mitarbeiter an das Bundesverfassungsgericht abgeordnet. 2014 wurde er zum Richter am Oberverwaltungsgericht für das Land Nordrhein-Westfalen ernannt.
Das Präsidium des Bundesverwaltungsgerichts wies Preisner zunächst dem 5. Revisionssenat zu, der u. a. für das Fürsorgerecht einschließlich des Asylbewerberleistungsrechts, das Schwerbehinderten-, Mutterschutz-, Jugendhilfe-, Jugendschutz- und Ausbildungsförderungsrecht sowie das Personalvertretungsrecht zuständig ist.